# Avenida el Cerro
Avenida el Cerro är en ort i Mexiko.   Den ligger i kommunen Milpa Alta och delstaten Distrito Federal, i den sydöstra delen av landet, 30 km sydost om huvudstaden Mexico City. Avenida el Cerro ligger 2 272 meter över havet och antalet invånare är 115.
Terrängen runt Avenida el Cerro är kuperad åt sydväst, men åt nordost är den platt. Runt Avenida el Cerro är det tätbefolkat, med 411 invånare per kvadratkilometer. Närmaste större samhälle är Iztapalapa, 19,5 km nordväst om Avenida el Cerro. Trakten runt Avenida el Cerro består till största delen av jordbruksmark.